# Arcos de Jalón
Arcos de Jalón – gmina w Hiszpanii, w prowincji Soria, w Kastylii i León, o powierzchni 441,54 km². W 2011 roku gmina liczyła 1839 mieszkańców.
W miejscowości jest stacja kolejowa Arcos de Jalón.